# Rõude
Rõude is een plaats in de Estlandse gemeente Lääne-Nigula, provincie Läänemaa. De plaats heeft de status van dorp (Estisch: küla).
Tot in oktober 2017 viel Rõude onder de gemeente Martna. In die maand werd Martna bij de fusiegemeente Lääne-Nigula gevoegd.

## Bevolking
Het dorp had 75 inwoners op 31 december 2011 en 70 inwoners op 31 december 2021.

## Ligging
Rõude ligt tegen de grens tussen de gemeenten Lääne-Nigula en Lääneranna in de provincie Pärnumaa. Die grens wordt gevormd door de rivieren Kasari en Rõude. Die laatste rivier is een noordelijke zijtak van de Kasari, die naar de Baai van Matsalu loopt. De Tugimaantee 31, de secundaire weg van Haapsalu naar Laiküla, komt door Rõude.

## Geschiedenis
Het dorp Rõude ontstond in 1977, toen de dorpen Suure-Rõude (Duits: Groß-Ruhde), Väike-Rõude (Duits: Klein-Ruhde), Allikotsa, Soo-otsa en Metsaküla werden samengevoegd tot één dorp. Allikotsa en Soo-otsa werden in 1997 weer aparte dorpen; Metsaküla ging toen met Soo-otsa mee.

### Groß-Ruhde
In de middeleeuwen viel het latere Groß-Ruhde (Estisch: Suure-Rõude) onder het Prinsbisdom Ösel-Wiek met Lihula als bisschopszetel. In 1519 werd een dorp Ruden maior genoemd. In 1581 kwam het gebied onder Zweedse heerschappij. In de Zweedse tijd ontstond het landgoed Groß-Ruhde, dat oorspronkelijk als kroondomein onder de Zweedse koning viel. In het midden van de 18e eeuw kwam het landgoed in handen van de familie Edler von Rennenkampff. Karl Edler von Rennenkampff was de laatste eigenaar voor het landgoed in 1919 door het onafhankelijk geworden Estland werd onteigend en opgesplitst in kleine boerderijen.
Het landhuis, dat uit de 18e eeuw dateert, is bewaard gebleven. Het is in particuliere handen. Om het landhuis heen ligt een klein park.

### Klein-Ruhde
Het landgoed Klein-Ruhde ontstond in de 17e eeuw, toen Estland onder Zweden viel, maar een dorp Ruden minor werd al genoemd in 1519, tegelijk met Ruden maior, het latere Groß-Ruhde. Klein-Ruhde bestond in elk geval al in 1688. In 1881 kwam het landgoed in handen van de familie von Stackelberg, maar bij de onteigening door het onafhankelijk geworden Estland in 1919 was de eigenaar Harry baron Maydell.
Het landgoed had een landhuis in neoclassicistische stijl, dat was gebouwd rond 1800. Het had twee woonlagen; bijna alle kamers in de tweede woonlaag waren gedecoreerd met wandschilderingen. Na de Tweede Wereldoorlog werd het gebruikt als appartementencomplex, maar door gebrek aan onderhoud werd de staat van het gebouw zo slecht dat het in de jaren zestig verlaten moest worden. In de jaren zeventig verviel het tot een ruïne. Ook het park is verwaarloosd en van de bijgebouwen is vrijwel niets over.